# Мортонг
Мортонг (пол. Mortąg) — село в Польщі, у гміні Старий Дзежгонь Штумського повіту Поморського воєводства.
Населення — 143 особи (2011).
У 1975-1998 роках село належало до Ельблонзького воєводства.

## Демографія
Демографічна структура станом на 31 березня 2011 року:
|          | Загалом | Допрацездатний вік | Працездатний вік | Постпрацездатний вік |
| -------- | ------- | ------------------ | ---------------- | -------------------- |
| Чоловіки | 73      | 15                 | 54               | 4                    |
| Жінки    | 70      | 17                 | 43               | 10                   |
| Разом    | 143     | 32                 | 97               | 14                   |